# Deep Dish
Deep Dish es un dúo de disc jockeys y productores musicales del género house establecidos en Washington D. C..

## Biografía
Este dúo está formado por: Ali "Dubfire" Shirazinia y Sharam Tayebi. La nacionalidad de sus integrantes es bastante peculiar, ya que son Iraníes-estadounidenses, de origen iraní, pero nacionalizados estadounidenses. El dúo fue formado en 1992 teniendo siempre una marcada tendencia al estilo House, se les considera entre los creadores del género Deep House. Su álbum debut del 1998, Junk Science, contribuyó a llevar el deep house y el house progresivo a la conciencia generalizada. Han participado mezclando las canciones de músicos y cantantes de la talla de The Rolling Stones, Pet Shop Boys, Tina Turner, Michael Jackson, Madonna, Cher, Janet Jackson, Paula Abdul, Dido, y Everything But the Girl. En el año 2002, Deep Dish ganó el premio Grammy, en la categoría "Mejor grabación remixada" por el remix de Thank You de la cantante Dido. En el año 2006 son considerados los Dj número 8 del mundo por la prestigiosa revista DJmag y según la revista TheDjlist ocuparon el lugar 7 en ese mismo año.
Desde 2006 tomaron diferentes caminos, "Ali" ahora se declina por un tech house más minimalista, mientras que Sharam sigue más con el estilo que caracterizó a Deep Dish.
El dúo se reagrupó en 2014 y en marzo de aquel año lanzaron un nuevo sencillo titulado «Quincy». En ese mismo mes, realizaron su primer Essential Mix para la BBC Radio 1 desde 2008.
En 2024, el dúo se asoció con Armada Music, quienes reeditaron su álbum del 2005, George Is On y lanzaron versiones actualizadas de éxitos como «Flashdance» y «Say Hello». Tras once años, lanzan en mayo de 2025 su primera producción original en más de una década titulada «Midnight». En junio de ese mismo año, presentaron en la BBC Radio 1 una nueva sesión para el programa radial Essential Mix.

## Discografía
| - 1998 Junk Science - 2005 George Is On - 1994 "Chocolate City (Love Songs)" - 1994 "High Frequency" (Pres. Quench DC) - 1994 "The Dream" (Pres. Prana) - 1995 "Sexy Dance" (Pres. Quench DC) - 1995 "Wear the Hat" - 1996 "Stay Gold" - 1997 "Stranded" - 1998 "Stranded (In Dub)" - 1998 "The Future of the Future (Stay Gold)" (con Everything But The Girl) - 1999 "Mohammad Is Jesus…" - 1999 "Summer Is Over" - 2003 "Global Underground: Toronto [12" Single] - 2004 "Flashdance" - 2005 "Say Hello" - 2005 "Sacramento" - 2006 "Dreams" (con Stevie Nicks) - 2014 "Quincy" - 2025 "Midnight" (Deep Dish X Eynka con Wrabel) - 2025 "Dreaming" (con Malou) | - 1995 Penetrate Deeper - 1995 Undisputed - 1996 DJ's Take Control, Vol. 3 - 1997 Cream Separates - 1999 Yoshiesque - 2000 Renaissance Ibiza - 2001 Global Underground: Moscow - 2001 Yoshiesque, Vol. 2 - 2003 Global Underground: Toronto - 2006 Global Underground: Dubai (por Sharam) - 2007 Global Underground: Taipei (por Dubfire) - 1992 Hex – Tricky Jazz - 1996 Alcatraz – Give Me Luv - 2002 Timo Maas – Help Me - 2003 Various Artists – Slip 'N' Slide Ibiza 2 - 1996 The Unknown Factor – The Basic Factor Album |

### Remixes
- 1993 Scottie Deep featuring Toni Williams – Soul Searchin'
- 1993 Naomi Daniel – Feel The Fire
- 1993 Angela Marni – Slippin' & Slidin'
- 1993 BT – Relativity
- 1994 Elastic Reality – Cassa De X
- 1994 Prana – The Dream
- 1994 Joi Cardwell – Trouble
- 1994 Gena Bess – How Hard I Search
- 1994 BT – The Moment Of Truth
- 1994 Scott Taylor – Don't Turn Your Back On Me
- 1995 Janet Jackson – When I Think Of You
- 1995 The Shamen – Transamazonia
- 1995 Quench – Sexy Dance
- 1995 Ashley Beedle – Revolutions In Dub
- 1995 De'Lacy – Hideaway
- 1995 Dajae – Day By Day
- 1995 Paula Abdul – Crazy Cool
- 1995 e-N – The Horn Ride
- 1995 Gusto – Disco's Revenge
- 1995 Swing 52 – Color Of My Skin
- 1996 Everything But the Girl – Wrong
- 1996 The Beloved – Three Steps To Heaven
- 1996 Global Communication – The Deep
- 1996 Pet Shop Boys – Se a vida é (That's the way life is)
- 1996 Lisa Moorish – Mr. Friday Night
- 1996 Sandy B – Make the World Go Round
- 1996 All-Star Madness – Magic
- 1996 De'Lacy – That Look
- 1996 Victor Romeo – Love Will Find a Way
- 1996 Dangerous Minds – Live In Unity
- 1996 Dished-Out Bums – Lost In Space
- 1996 Kristine W – Land Of The Living
- 1996 Tina Turner – In Your Wildest Dreams
- 1996 Alcatraz – Giv Me Luv
- 1996 BT featuring Tori Amos – Blue Skies
- 1997 D-Note – Waiting Hopefully
- 1997 Adam F – Music In My Mind
- 1997 Sandy B – Ain't No Need To Hide
- 1997 Olive – Miracle
- 1997 Michael Jackson – Is It Scary
- 1998 Love and Rockets – Resurrection Hex
- 1998 Danny Tenaglia featuring Celeda – Music Is the Answer
- 1998 Eddie Amador – House Music
- 1998 DJ Rap – Good to Be Alive
- 1998 16B – Falling
- 1998 The Rolling Stones – Saint of Me
- 1999 Brother Brown Featuring Frank'ee – Under the Water
- 1999 Billie Ray Martin – Honey
- 1999 Slipknot – (Sic)
- 1999 J.D. Braithwaite – Give Me the Night
- 1999 Beth Orton – Central Reservation
- 2000 Amber – Sexual (Li Da De)
- 2000 Madonna – Music
- 2000 Gabrielle – Rise
- 2000 Morel – True (The Faggot Is You)
- 2000 Sven Vath – Barbarella
- 2000 Dusted – Always Remember To Respect and Honour Your Mother – Part One
- 2001 Dido – Thank You
- 2001 iiO – Rapture
- 2001 N'Sync – Pop
- 2001 Planet Funk – Inside All the People
- 2001 Delerium – Innocente
- 2001 Depeche Mode – Freelove
- 2002 Justin Timberlake – Like I Love You
- 2002 Narcotic Thrust – Safe from Harm
- 2002 Timo Maas featuring Kelis – Help Me
- 2002 Beenie Man featuring Janet – Feel It Boy
- 2002 Elisa – Come Speak to Me
- 2003 Dido – Stoned
- 2003 Girl Whatever – Activator (You Need Some)
- 2003 P. Diddy – Let's Get Ill
- 2004 Louie Vega & Jay 'Sinister' Sealée Feat. Julie McKnight – Diamond Life
- 2004 Coldplay – Clocks
- 2005 The Doors – Riders on the Storm
- 2005 David Guetta featuring JD Davis – The World Is Mine
- 2005 Paul van Dyk featuring Wayne Jackson – The Other Side
- 2006 Robbie Rivera featuring Justine Suissa – Float Away

## Posiciones en las listas
| Año  | Sencillos                                                            | Posiciones   | Posiciones | Posiciones | Posiciones | Posiciones | Posiciones | Posiciones | Posiciones | Posiciones | Posiciones | Posiciones | Posiciones | Posiciones |
| Año  | Sencillos                                                            | EE. UU Dance | SUI        | PB         | UK         | BEL        | FIN        | IRL        | ALE        | ITA        | ESP        | AUS        | FRA        | AUT        |
| ---- | -------------------------------------------------------------------- | ------------ | ---------- | ---------- | ---------- | ---------- | ---------- | ---------- | ---------- | ---------- | ---------- | ---------- | ---------- | ---------- |
| 1996 | "Stay Gold"                                                          | –            | –          | –          | 41         | –          | –          | –          | –          | –          | –          | –          | –          | –          |
| 1997 | "Stranded"                                                           | –            | –          | –          | 60         | –          | –          | –          | –          | –          | –          | –          | –          | –          |
| 1998 | "The Future of the Future (Stay Gold)" (con Everything But The Girl) | 1            | –          | –          | 31         | –          | –          | –          | –          | –          | –          | –          | –          | –          |
| 2003 | "Like I Love You (Deep Dish Remix)" (con Justin Timberlake)          | 1            | –          | –          | –          | –          | –          | –          | –          | –          | –          | –          | –          | –          |
| 2004 | "Stoned (Deep Dish Remix)" (con Dido)                                | 1            | –          | –          | –          | –          | –          | –          | –          | –          | –          | –          | –          | –          |
| 2004 | "Flashdance"                                                         | 36           | 89         | 5          | 3          | 25         | –          | 14         | 63         | 43         | 6          | 14         | 33         | 55         |
| 2005 | "Say Hello"                                                          | 1            | 90         | 44         | 14         | –          | 4          | 18         | 72         | 35         | –          | 40         | –          | –          |
| 2005 | "Sacramento"                                                         | –            | –          | 53         | –          | –          | 9          | 45         | –          | –          | –          | –          | –          | –          |
| 2005 | "Flashing for Money" (con Dire Straits)                              | –            | –          | –          | –          | –          | –          | –          | –          | –          | –          | –          | 48         | –          |
| 2006 | "Dreams" (con Stevie Nicks)                                          | 26           | –          | 18         | 14         | 42         | 6          | 22         | –          | 39         | –          | 27         | –          | –          |
| 2006 | "PATT (Party All The Time)" (por Sharam)                             | –            | –          | 16         | 8          | 30         | 3          | 30         | –          | –          | 7          | –          | 36         | –          |